# Günzersreuth
Günzersreuth (fränkisch: Gindsesch-raid) ist ein Gemeindeteil der Gemeinde Kammerstein im Landkreis Roth (Mittelfranken, Bayern). Die Gemarkung Günzersreuth liegt teils auf dem Gemeindegebiet von Kammerstein, teils auf dem Gemeindegebiet Büchenbach. Sie hat eine Fläche von 13,127 km² und ist in 2178 Flurstücke aufgeteilt, die eine durchschnittliche Fläche von 6027,08 m² haben. In ihr liegen neben dem namensgebenden Ort die Gemeindeteile Barthelmesaurach (zum Teil), Gauchsdorf, Götzenreuth, Kammerstein (zum Teil), Neppersreuth, Neumühle, Poppenreuth und Schopfhof.

## Geographie
0,5 km nordwestlich des Dorfes liegt das Waldgebiet „Birkenschlag“, 0,5 km nordöstlich das Waldgebiet „Wolfslohe“. 0,5 km westlich liegt der „Engelesberg“. Eine Gemeindeverbindungsstraße führt nach Albersreuth (1,5 km nördlich) bzw. zur Kreisstraße RH 5 (0,2 km südwestlich), eine weitere nach Barthelmesaurach zur RH 5 (0,5 km südlich).

## Geschichte
Der Ort lag verkehrsgünstig am Mildacher Steig, einer Straße, die zur Zeit der Karolinger angelegt wurde und von Spalt nach Zirndorf führte. Der Ort wurde 1233 als „Gunzelinesrute“ erstmals urkundlich erwähnt. Der Ortsname hat als Bestimmungswort den Personennamen des Gründers Gunzo, als Grundwort -reuth und die Bedeutung Zur Rodung des Gunzo.
Das planmäßig angelegte Straßendorf bestand aus sechs Urhöfen. Im Urbar des burggräflichen Amtes Schwabach von 1360 wurde der Ort als „Guͤnczelsreuͤt“ erwähnt. Im Salbuch von 1410 wurden für „Güntzleinsreut“ 1 Gut, 3 Gütlein und 4 Seldengütlein angegeben. Auch im Salbuch des markgräflichen Amtes Schwabach von 1434 wurde für den Ort dieser Besitz angegeben. 1530 gehörten vier Höfe zum Amt, ein Gut zählte zur Frühmesse in Katzwang und eines zum Spital Schwabach. 1732 gab es laut den Oberamtsbeschreibungen von Johann Georg Vetter in Günzersreuth 9 Anwesen. Grundherren waren das Kastenamt Schwabach (4 Höfe, 3 Gütlein, 1 Zapfenwirtschaft) und das Spital Schwabach (1 Anwesen).
Gegen Ende des 18. Jahrhunderts gab es in Günzersreuth 10 Anwesen und 1 Gemeindehirtenhaus. Das Hochgericht übte das brandenburg-ansbachische Oberamt Schwabach aus. Die Dorf- und Gemeindeherrschaft hatte das Kastenamt Schwabach. Grundherren waren das Kastenamt Schwabach (4 Ganzhöfe, 3 Köblergüter, 1 Gut mit Zapfenwirtschaft), das Spital Schwabach (1 Ganzhof) und die Kirche Barthelmesaurach (1 Gütlein). 1800 gab es im Ort weiterhin 10 Anwesen. Von 1797 bis 1808 unterstand der Ort dem Justiz- und Kammeramt Windsbach.
Im Jahre 1806 kam Günzersreuth zum Königreich Bayern. Im Rahmen des Gemeindeedikts wurde 1808 der Steuerdistrikt Günzersreuth gebildet, zu dem Gauchsdorf, Götzenreuth, Neppersreuth, Neumühle, Poppenreuth und Schopfhof gehörten. 1818 entstand die Ruralgemeinde Günzersreuth, die deckungsgleich mit dem Steuerdistrikt war. Im gleichen Jahr kam das Chausseehaus, das bis dahin zum Steuerdistrikt Kammerstein gehörte, zur Ruralgemeinde und zum Steuerdistrikt Günzersreuth. Die Gemeinde Günzersreuth war in Verwaltung und Gerichtsbarkeit dem Landgericht Schwabach zugeordnet und in der Finanzverwaltung dem Rentamt Schwabach (1919 in Finanzamt Schwabach umbenannt). Ab 1862 gehörte Günzersreuth zum Bezirksamt Schwabach (1939 in Landkreis Schwabach umbenannt). Die Gerichtsbarkeit blieb beim Landgericht Schwabach (1879 in Amtsgericht Schwabach umbenannt). Die Gemeinde hatte 1964 eine Gebietsfläche von 13,150 km².
Am 31. Dezember 1971 wurde im Zuge der Gebietsreform in Bayern die Gemeinde Günzersreuth aufgelöst: Günzersreuth, Chausseehaus, Neppersreuth und Poppenreuth wurden in die Gemeinde Kammerstein, die übrigen Orte in Büchenbach eingegliedert.

### Baudenkmäler
- Haus Nr. 2: dazugehöriger Backofen[16]
- Haus Nr. 5: zweigeschossiges Bauernhaus[16]
- Haus Nr. 7: zugehörige Scheune[16]

### Einwohnerentwicklung
Gemeinde Günzersreuth
| Jahr      | 1818   | 1840   | 1852   | 1855   | 1861   | 1867   | 1871   | 1875   | 1880   | 1885   | 1890   | 1895   | 1900   | 1905   | 1910   | 1919   | 1925   | 1933   | 1939   | 1946   | 1950   | 1952   | 1961   | 1970   |
| Einwohner | 335    | 382    | 377    | 392    | 425    | 397    | 402    | 404    | 446    | 443    | 439    | 437    | 437    | 434    | 390    | 414    | 402    | 417    | 385    | 523    | 532    | 523    | 498    | 504    |
| Häuser    | 63     | 62     |        |        |        |        | 83     |        |        | 81     | 83     |        | 83     |        |        |        | 81     |        |        |        | 81     |        | 96     |        |
| Quelle    | [ 18 ] | [ 19 ] | [ 20 ] | [ 20 ] | [ 21 ] | [ 22 ] | [ 23 ] | [ 24 ] | [ 25 ] | [ 26 ] | [ 27 ] | [ 20 ] | [ 28 ] | [ 20 ] | [ 29 ] | [ 20 ] | [ 30 ] | [ 20 ] | [ 20 ] | [ 20 ] | [ 31 ] | [ 20 ] | [ 13 ] | [ 32 ] |

Ort Günzersreuth
| Jahr      | 001818 | 001840 | 001861 | 001871 | 001885 | 001900 | 001925 | 001950 | 001961 | 001970 | 001987 | 002007 |
| Einwohner | 77     | 70     | 76     | 73     | 87     | 90     | 69     | 88     | 83     | 84     | 96     | 130    |
| Häuser    | 13     | 14     |        |        | 15     | 16     | 13     | 13     | 15     |        | 23     |        |
| Quelle    | [ 18 ] | [ 19 ] | [ 21 ] | [ 23 ] | [ 26 ] | [ 28 ] | [ 30 ] | [ 31 ] | [ 13 ] | [ 32 ] | [ 33 ] |        |

## Religion
Der Ort ist der Reformation evangelisch-lutherisch geprägt und bis heute nach St. Bartholomäus (Barthelmesaurach) gepfarrt. Die Katholiken  waren ursprünglich nach St. Vitus (Veitsaurach) gepfarrt, heute ist die Pfarrei St. Sebald (Schwabach) zuständig.